# Cohors II Hamiorum
Die Cohors II Hamiorum (deutsch 2. Kohorte aus Hama) war eine römische Auxiliareinheit. Sie ist durch Militärdiplome und Inschriften belegt.

## Namensbestandteile
- Hamiorum: aus Hama. Die Soldaten der Kohorte wurden bei Aufstellung der Einheit aus der Stadt Hama und Umgebung rekrutiert.

- sagittariorum oder sagittaria: der Bogenschützen. Der Zusatz kommt in einer Inschrift[1] vor.[A 1]

Da es keine Hinweise auf die Namenszusätze milliaria (1000 Mann) und equitata (teilberitten) gibt, ist davon auszugehen, dass es sich um eine Cohors quingenaria peditata, eine reine Infanterie-Kohorte, handelt. Die Sollstärke der Einheit lag bei 480 Mann, bestehend aus 6 Centurien mit jeweils 80 Mann.

## Geschichte
Die Kohorte war in der Provinz Africa stationiert. Sie ist auf Militärdiplomen für die Jahre 127 bis 128/129 n. Chr. aufgeführt.
Der erste Nachweis der Einheit in Africa beruht auf einem Diplom, das auf 127 datiert ist. In dem Diplom wird die Kohorte als Teil der Truppen aufgeführt (siehe Römische Streitkräfte in Africa), die in der Provinz stationiert waren. Ein weiteres Diplom, das auf 128/129 datiert ist, belegt die Einheit in derselben Provinz. In einer Inschrift, die aufgrund des Besuchs von Hadrian im Jahr 128 errichtet wurde, wird die Kohorte ebenfalls erwähnt.
Der letzte Nachweis der Einheit beruht auf einer Inschrift, die auf 198/210 datiert wird.

## Standorte
Standorte der Kohorte in Africa waren möglicherweise:
- Thenadassa (Ain Wif): zwei Inschriften[6] wurden hier gefunden.

## Angehörige der Kohorte
Folgende Angehörige der Kohorte sind bekannt:

### Kommandeure
| - M(arcus) Caninius Adiutor Faustinianus, ein Präfekt (AE 1950, 126) | - M(arcus) Coeli[us] []ninus (AE 1950, 127) |

### Sonstige
| - []cianus, ein Soldat (AE 1992, 1759) - Iul(ius) [Va]lerius, ein Soldat (CIL 8, 10654) | - Iunius Suc(c)essus, ein Centurio (AE 1950, 127) - Valerius P[] (AE 1992, 1759) |